# Nishi Shinjuku Mitsui Building
Le Nishi Shinjuku Mitsui Building (西新宿三井ビル) est un gratte-ciel de bureaux construit à Tokyo en 1999 dans le district Shinjuku-ku qui abrite beaucoup de gratte-ciel. Il mesure 112 mètres de hauteur.
L'immeuble a été conçu par l'agence d'architecture Nikken Sekkei.